# VfB Krieschow
Der VfB 1921 Krieschow ist ein Sportverein aus dem Ort Krieschow der Gemeinde Kolkwitz im Landkreis Spree-Neiße. Die Fußballabteilung wurde in der Saison 2016/17 Meister in der Brandenburg-Liga und stieg in die Fußball-Oberliga Nordost auf.

## Geschichte
Der Verein wurde 1921 im Gasthaus Krüger gegründet, nahm jedoch erst ab der Saison 1923/24 am Spielbetrieb teil. Nach Kapitulation Deutschlands im Zweiten Weltkrieg wurden sämtliche Sportvereine aufgelöst, erst 1948 wurde der Verein wiedergegründet und nannte sich kurz danach in SG Krieschow um. Im September 1950 wurde dem Verein ein Trägerbetrieb zugeordnet und er nannte sich ab sofort BSG Traktor Krieschow. Bis zur Wende wurde ausschließlich auf Kreisebene Fußball gespielt. 1990 erfolgte die Umbenennung zum ursprünglichen Namen VfB Krieschow.
Zur Saison 2008/09 wurde der VfB Krieschow Kreismeister im Fußballkreis Niederlausitz und stieg dadurch in die Landesklasse Süd Brandenburg auf. 2013 gelang der Aufstieg in die Landesliga Süd Brandenburg, bereits in der zweiten Spielzeit 2014/15 gelang der Aufstieg in die Brandenburg-Liga. Die Spielzeit 2015/16 wurde auf dem neunten Platz beendet, nachdem die Mannschaft nach dem dritten Spieltag für eine Woche Tabellenführer war. Die Spielzeit 2016/17 beendete der VfB Krieschow auf Platz 1, wodurch der erstmalige Aufstieg in die Fußball-Oberliga Nordost erreicht wurde. In der ersten Oberliga-Saison der Vereinsgeschichte 2017/18 erreichte der VfB Krieschow den 8. Tabellenplatz, und stellte mit Andy Hebler den Torschützenkönig in dieser Spielzeit.
In der Saison 2021/22 konnte der VfB Krieschow das Finale im Landespokal erreichen, verlor dieses mit 0:2 gegen Energie Cottbus. Auch 2024/25 erreichte der Verein das Landespokalfinale, musste sich in diesem aber dem RSV Eintracht 1949 0:1 geschlagen geben.

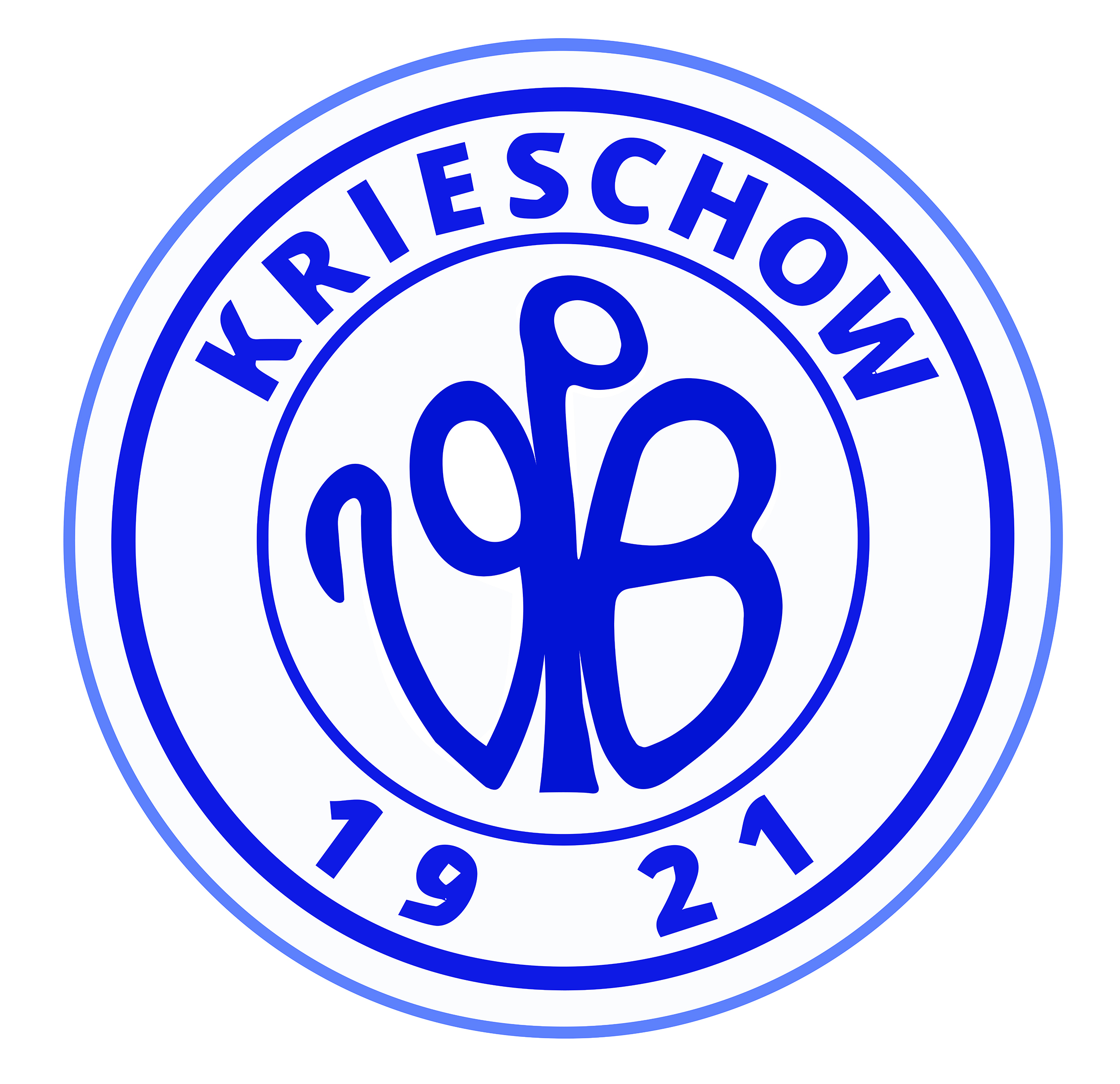
Wappen von 1921–1950
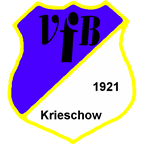
Wappen von 1990–2009

## Weitere Abteilungen
1951 gründete sich die Sektion Tischtennis, 1953 wurde die Sektion Turnen aufgenommen, 1955 kam die Handball-Sektion dazu. Die Handball- und Turn-Sektion wurden später wieder aufgelöst. 1972 gründete sich die Sektion Kegelbillard. 2001 wurden zwei Frauengymnastikgruppen gebildet und eine Volleyballmannschaft ins Leben gerufen.

## Spielstätte

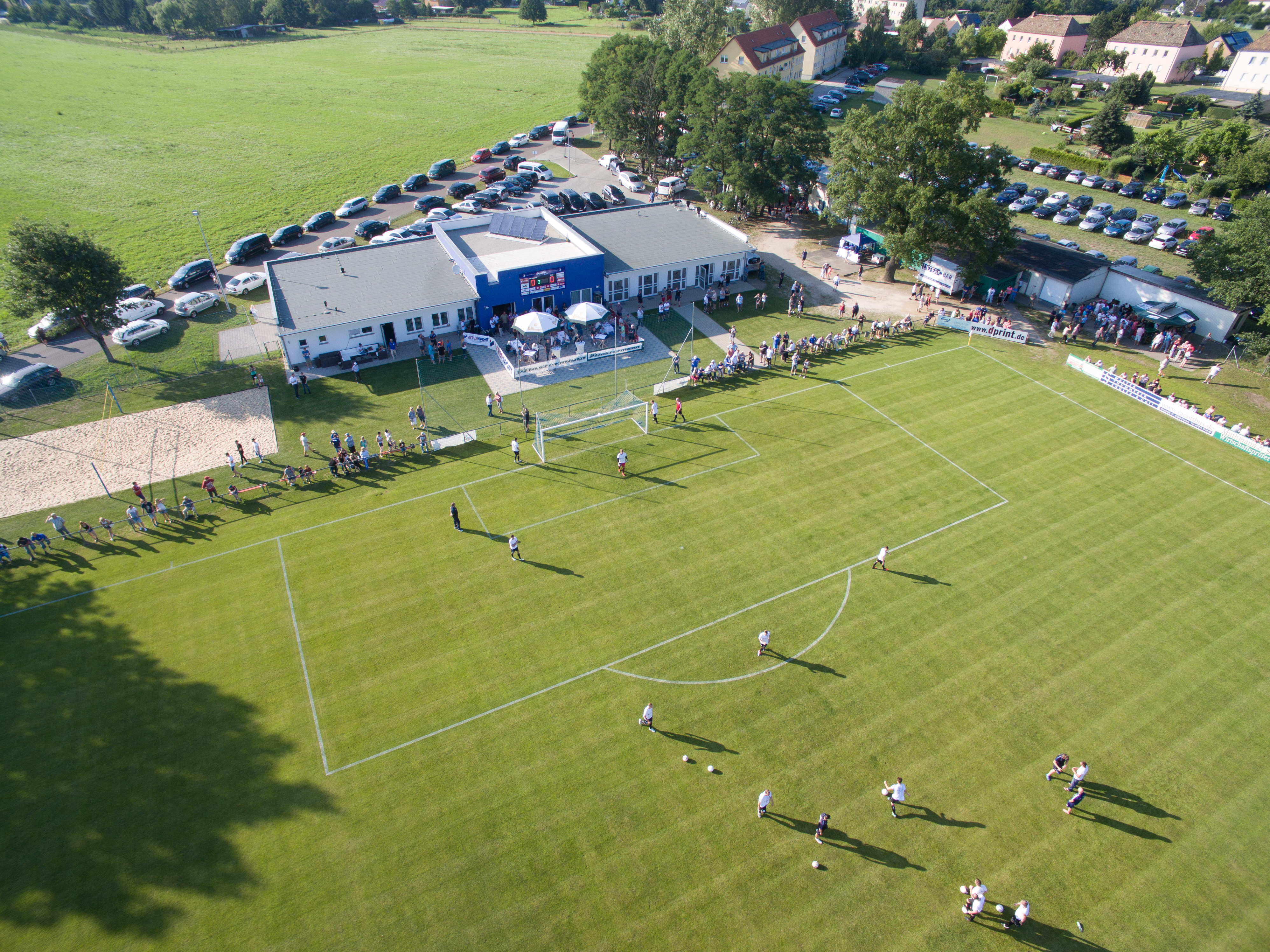
Luftbild vom Sportpark Krieschow aus dem Jahr 2017

Der VfB 1921 Krieschow trägt seine Heimspiele im Sportpark Krieschow aus, dieser fasst zirka 2000 Zuschauer, darunter 262 Sitzplätze. Ein modernes Funktionsgebäude mit eigens betriebener Sportlerklause bildet den Kern des Sportparks. Im März 2018 wurde ein neuer Spielplatz und eine größere Parkfläche geschaffen, des Weiteren wurde im Winter 2018/19 ein neues Kassenhaus mit zwei Kassenplätzen geschaffen. Seit Mai 2021 wird der Sportpark um eine 162 Sitzplätze fassenden Tribüne ohne Dach erweitert. Eine 2,20 m hohe Zaunanlage umfasst seit Juni 2021 das gesamte Gelände des Krieschower Sportparks.

## Erfolge
- Oberliga Nordost (5. Spielklasse): seit 2017
- Brandenburgischer Landesmeister: 2017
- Brandenburger Pokalfinalist: 2022, 2025

## Platzierungen
| Saison  | Liga                           | Ebene | Platz | Spiele | Tore   | Punkte |
| ------- | ------------------------------ | ----- | ----- | ------ | ------ | ------ |
| 2003/04 | 1. Kreisklasse / Niederlausitz | IX    | 02.   | 26     | 066:25 | 58     |
| 2004/05 | 1. Kreisklasse / Niederlausitz | IX    | 06.   | 30     | 048:39 | 47     |
| 2005/06 | 1. Kreisklasse / Niederlausitz | IX    | 07.   | 30     | 061:40 | 46     |
| 2006/07 | 1. Kreisklasse / Niederlausitz | IX    | 10.   | 30     | 045:48 | 38     |
| 2007/08 | 1. Kreisklasse / Niederlausitz | IX    | 01.   | 28     | 120:28 | 78     |
| 2008/09 | Kreisliga / Niederlausitz      | IX a  | 01.   | 32     | 122:31 | 87     |
| 2009/10 | Landesklasse Süd / Brandenburg | VIII  | 02.   | 30     | 085:36 | 64     |
| 2010/11 | Landesklasse Süd / Brandenburg | VIII  | 03.   | 30     | 067:39 | 56     |
| 2011/12 | Landesklasse Süd / Brandenburg | VIII  | 03.   | 30     | 083:27 | 62     |
| 2012/13 | Landesklasse Süd / Brandenburg | VIII  | 01.   | 30     | 112:17 | 79     |
| 2013/14 | Landesliga Süd / Brandenburg   | VII   | 04.   | 28     | 057:33 | 56     |
| 2014/15 | Landesliga Süd / Brandenburg   | VII   | 01.   | 30     | 068:33 | 69     |
| 2015/16 | Brandenburg-Liga               | VI    | 09.   | 30     | 052:60 | 39     |
| 2016/17 | Brandenburg-Liga               | VI    | 01.   | 30     | 072:41 | 60     |
| 2017/18 | Oberliga Nordost Staffel Süd   | V     | 08.   | 30     | 061:64 | 39     |
| 2018/19 | Oberliga Nordost Staffel Süd   | V     | 07.   | 30     | 035:41 | 40     |
| 2019/20 | Oberliga Nordost Staffel Süd   | V     | 09.   | 17     | 043:41 | 1,35   |
| 2020/21 | Oberliga Nordost Staffel Süd   | V     | 03.   | 08     | 021:12 | 2,00   |
| 2021/22 | Oberliga Nordost Staffel Süd   | V     | 02.   | 29     | 072:34 | 2,00   |
| 2022/23 | Oberliga Nordost Staffel Süd   | V     | 02.   | 34     | 081:53 | 65     |
| 2023/24 | Oberliga Nordost Staffel Süd   | V     | 06.   | 30     | 059:51 | 46     |
| 2024/25 | Oberliga Nordost Staffel Süd   | V     | 02.   | 30     | 075:42 | 55     |

## Kader der Saison 2024/25

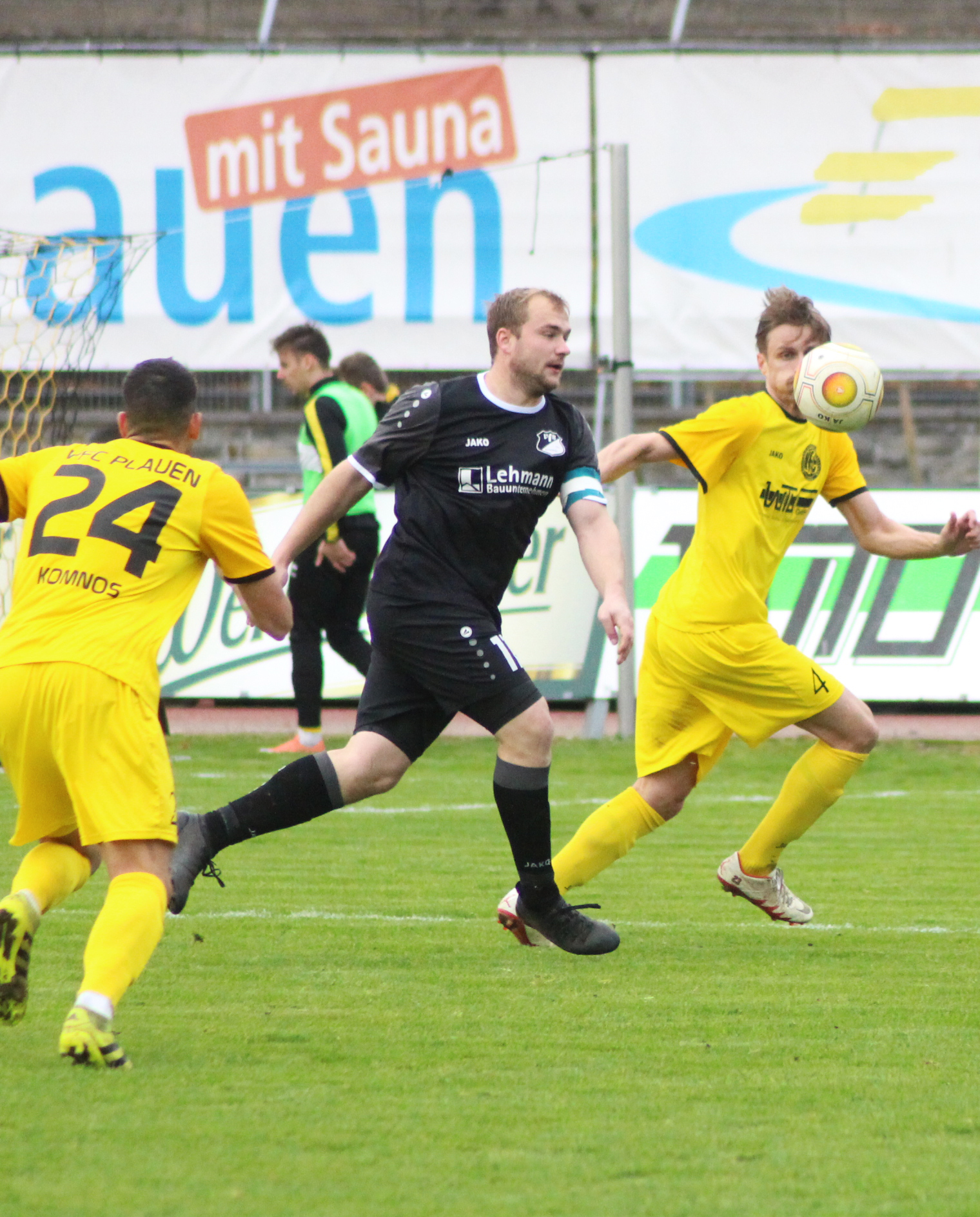
Andy Hebler im Spiel gegen den VFC Plauen in der Saison 2017/18

Stand Saisonende 2024/25
| 01 | Deutschland | Fritz Pflug       | 02.04.1996 |
| 31 | Deutschland | Philipp Siepert   | 08.08.2006 |
| 35 | Deutschland | Sebastian Mellack | 20.04.2001 |

| 02 | Deutschland        | Erich Jeschke         | 03.01.1997 |
| 03 | Deutschland        | Philipp Knechtel      | 28.06.1996 |
| 03 | Vereinigte Staaten | Carter Virgil Schmitz | 17.09.2003 |
| 05 | Deutschland        | Jannis Fuchs          | 22.01.2003 |
| 06 | Deutschland        | Maximilian Tesche     | 07.02.2003 |
| 07 | Deutschland        | Tobias Gerstmann      | 25.02.1995 |
| 16 | Deutschland        | Luca Grimm            | 07.03.2005 |
| –  | Deutschland        | Christian Wojenmaster | 22.12.2002 |

| 08 | Deutschland       | Colin Raak      | 21.04.2000 |
| 13 | Deutschland       | Martin Zurawsky | 12.08.1990 |
| 15 | Deutschland       | Jason Schieskow | 08.12.2004 |
| 19 | Deutschland       | Toby Michalski  | 30.06.2004 |
| 22 | Deutschland       | Tim Freigang    | 29.12.2006 |
| 23 | Polen Deutschland | Kamil Antosiak  | 11.06.2004 |
| 33 | Deutschland       | Paul Pahlow     | 17.09.1999 |
| –  | Deutschland       | Eduard Gutar    | 20.05.1993 |

| 09 | Deutschland | Leo Felgenträger         | 27.10.1999 |
| 10 | Brasilien   | Miguel Pereira Rodrigues | 27.11.1995 |
| 11 | Deutschland | Andy Hebler              | 05.01.1989 |
| 17 | Deutschland | Manuel Seibt             | 20.05.1999 |
| 21 | Deutschland | Louis Scheppan           | 20.02.2001 |
| 21 | Deutschland | Jan-Filipp Schulz        | 02.02.2006 |
| 28 | Deutschland | Stanley Hauptstein       | 05.04.2004 |

### Aktueller Trainerstab
| Nat.        | Name                | Geburtsdatum | Funktion        |
| ----------- | ------------------- | ------------ | --------------- |
| Deutschland | Robert Koch         | 26.02.1986   | Trainer         |
| Deutschland | Philipp Knapczyk    | 19.12.1988   | Co-Trainer      |
| Deutschland | Frank Schweidler    | 04.03.1962   | Torwarttrainer  |
| Deutschland | Alexander Grunewald | 17.01.1984   | Athletiktrainer |

## Bekannte Spieler
- Andy Hebler
- Martin Zurawsky
- Philipp Knechtel
- Colin Raak
- Felix Geisler
- Jonas Zickert
- Dimitar Rangelov
- Clemens Fandrich

## Bekannte Trainer
- Michael Braun (2011–2012)
- Holger Fandrich (2012–2016)
- Olaf Besser (Co-Trainer) (2012–2016)
- Robert Koch (seit 2024)